# Paratanytarsus laetipes
Paratanytarsus laetipes är en tvåvingeart som först beskrevs av Zetterstedt 1850.  Paratanytarsus laetipes ingår i släktet Paratanytarsus och familjen fjädermyggor. Arten är reproducerande i Sverige. Inga underarter finns listade i Catalogue of Life.